# Yoshikawa Kōjirō

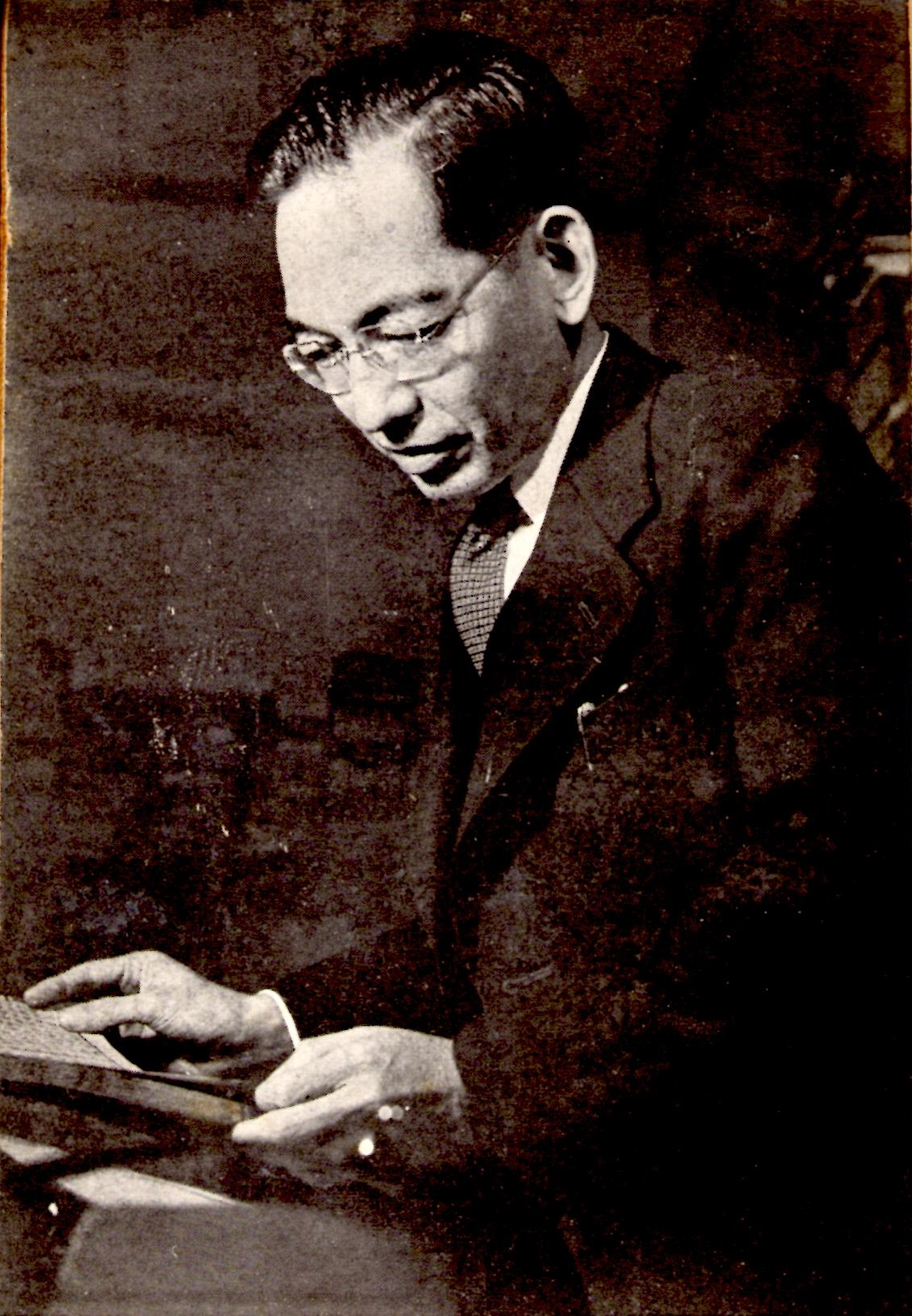
Yoshikawa Kōjirō

Yoshikawa Kōjirō (japanisch 吉川 幸次郎; geboren 18. März 1904 in Kōbe (Präfektur Hyōgo); gestorben 8. April 1980 in Kyōto) war ein japanischer Sinologe.

## Leben und Wirken
Yoshikawa Kōjirō besuchte die „3. Höhere Schule“ und schloss 1926 ein Studium an der Philosophischen Fakultät der Universität Kyōto ab. Von 1928 bis 1931 folgte ein Auslandsstudium in China. Anschließend arbeitete er an seiner Alma Mater. Als Mitglied des „Instituts für orientalische Kultur“ (東方文化研究所, Tōhō bunka kenkyūsho) stellte er eine Übersetzung des „Shàngshū zhèngyì“ (尚書正義) her, die zum Standard wurde.
Nach dem Zweiten Weltkrieg veröffentlichte Yoshikawa 1947 die Arbeit „Gen zatsugeki kenkyū“ (元雑劇研究) – „Die verschiedenen Theater der Yuan-Dynastie“, mit der er 1948 den Doktor-Grad erwarb. Im selben Jahr wurde er als Nachfolger von Aoki Masaru (1887–1964) Professor an der Universität Kyōto. Gefördert von den Sinologen Kano Naoki (1868–1947), Suzuki Torao (1878–1963) und anderen schloss er sich der die Orthodoxie der chinesischen Studien von Kyōto an, etablierte dann aber einen neuen akademischen Stil namens „Yoshikawa-Lehre“ (吉川学).
Basierend auf den Ergebnissen der archäologischen Studien der Qing-Dynastie besteht die grundlegende Haltung der Forschung Yoshikawas darin, die Aussagen chinesischer Klassiker als „Wörter“ (言葉) so genau wie möglich wieder zum Leben zu bringen. Darüber hinaus betreute und schrieb er die „Chūgoku shijin senshū“ (中国詩人選集) – „Anthologie chinesischer Dichter“, „Chūgoku koten-sen“ (中国古典選) – „Klassisches Chinesisch, eine Auswahl“ und arbeitete daran, die chinesische Literatur der breiten Öffentlichkeit zugänglich zu machen. Seine zahlreichen Werke, darunter „To Ho shichū“ (杜甫詩注) „Anmerkungen zu den Gedichten von Du Fu“, „Shin Tō shisen“ (新唐詩選) – „Neue Auswahl von Tang-Gedichten“ (1952, 1954), wobei er mit dem Lyriker Miyoshi Tatsuji zusammenarbeitete, „Shina-jin no koten to sono seikatsu“ (支那人の古典とその生活) – „Chinesische Klassiker und ihr Leben“ (1964), sind alle in den „Sämtlichen Werke von Yoshikawa Kōjirō“ (増補版 吉川幸次郎全集), 24 Bände, publiziert von 1973 bis 1976, bzw. 27 Bände, publiziert von 1984 bis 1987, enthalten.
1964 wurde Yoshikawa Mitglied der Akademie der Künste. 1967 wurde er als „Meiyo Kyōju“ von der Universität Kyōto verabschiedet. 1969 wurde er als Person mit besonderen kulturellen Verdiensten ausgezeichnet.